# Tricalysia ambrensis
Tricalysia ambrensis är en måreväxtart som beskrevs av Ranariv. och De Block. Tricalysia ambrensis ingår i släktet Tricalysia och familjen måreväxter.

## Underarter
Arten delas in i följande underarter:
- T. a. ambrensis
- T. a. coriacea